# Соляний промисел Яр-Бішкадак
Соляний промисел Яр-Бішкадак — гірничодобувний майданчик у Башкортостані.
Виявлені в районі Яр-Бішкадак поклади кам'яної солі залягають на глибинах від 499 до 1300 метрів. Їх розробку організували з метою забезпечення хлоридом натрію заводу кальцинованої соди в Стерлітамаку (до якого пізніше приєднався розташований у тому ж місті завод хімії хлору). В 1950-му промисел видав першу продукцію.
Вилучення солі відбувається за допомогою свердловин, прокачування по яких води дозволяє отримати насичений розсіл. Є відомості, що всього на промислі спорудили близько сотні свердловин, з яких станом на середину 2010-х в роботі перебували 53. У 2020-му фонд діючих свердловин нараховував 48 одиниць.
Видача продукції відбувається по розсолопроводу Яр-Бішкадак – Стерлітамак.
Станом на 2019 рік накопичений обсяг отриманого розсолу досягнув 607 млн м3.